# Ramerberg

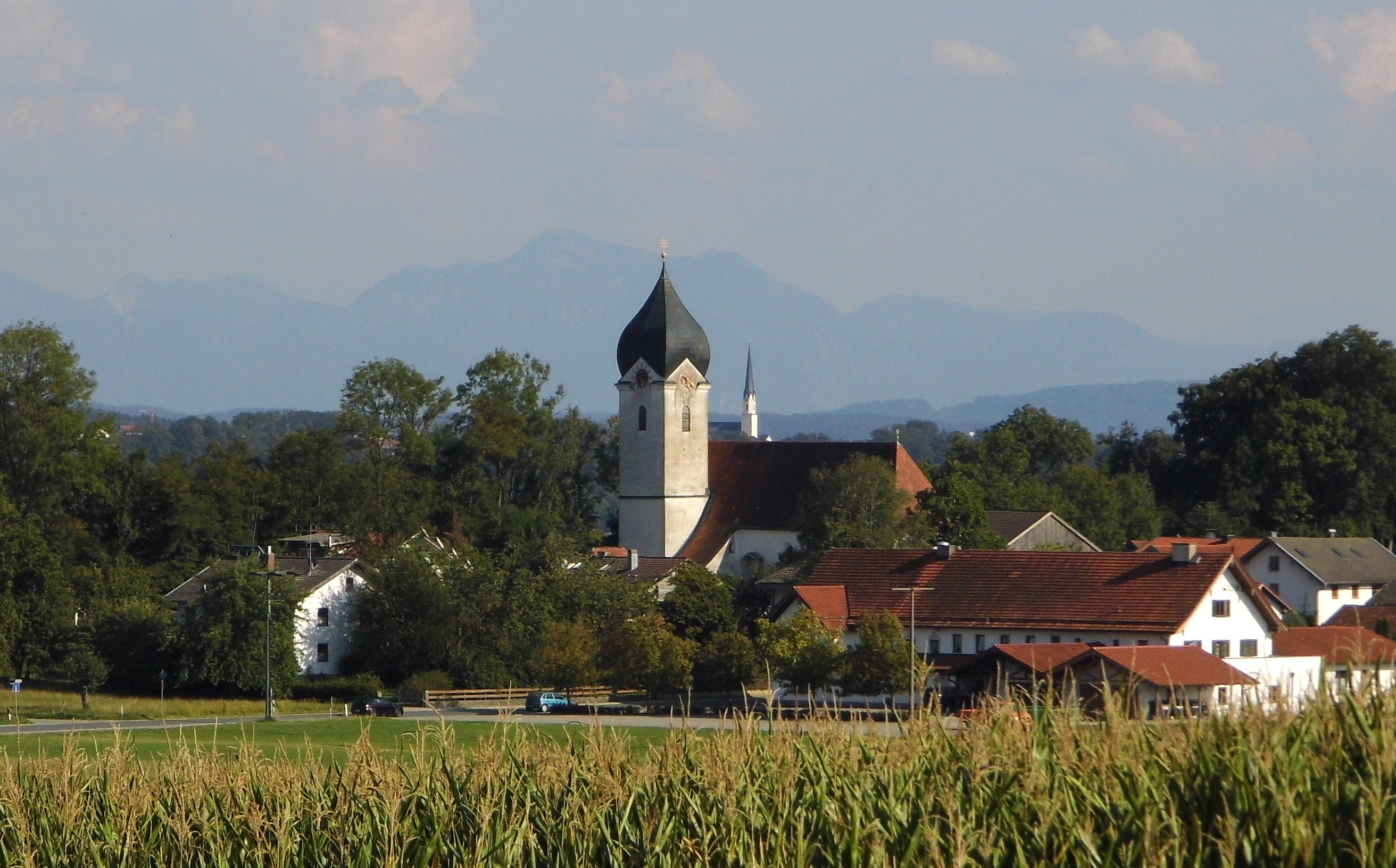
Ramerberg mit der katholischen Kirche St. Leonhard

Ramerberg ist eine Gemeinde im oberbayerischen Landkreis Rosenheim. Die Gemeinde ist Mitglied der Verwaltungsgemeinschaft Rott am Inn.

## Geographie

### Gemeindegliederung
Es gibt 21 Gemeindeteile (in Klammern ist der Siedlungstyp angegeben):
- Anger (Dorf)
- Arch (Einöde)
- Attelfeld (Dorf)
- Berg (Weiler)
- Brandstett (Einöde)
- Eich (Weiler)
- Gasteig (Einöde)
- Hagenbuch (Einöde)
- Hofstett (Einöde)
- Loh (Weiler)
- Mitterhof (Einöde)
- Oberkatzbach (Einöde)
- Ramerberg (Pfarrdorf)
- Reitberg (Dorf)
- Schwarzöd (Weiler)
- Sendling (Dorf)
- Stegen (Weiler)
- Steingassen (Weiler)
- Unterkatzbach (Einöde)
- Zellerreit (Dorf)
- Zossöd (Einöde)

### Natur
Folgende Schutzgebiete berühren das Gemeindegebiet:
- Naturschutzgebiet Vogelfreistätte Innstausee bei Attel und Freiham (NSG-00163.01)
- Landschaftsschutzgebiet Schutz von Landschaftsteilen im Bereich der Griesstätter Brücke, Gemarkung Feldkirchen, Griesstätt, Holzhausen, Ramerberg  (LSG-00006.01)
- Fauna-Flora-Habitat-Gebiet Innauen und Leitenwälder (7939-301)
- Fauna-Flora-Habitat-Gebiet Attel (7938-371)
- Vogelschutzgebiet (Vogelschutzrichtlinie der EU) NSG 'Vogelfreistaette Innstausee bei Attel und Freiham'  (7939-401)

## Geschichte
„Rumaerberc“ wird 1137 in einer Urkunde des Klosters Attl erstmals erwähnt, zu dessen Besitz es bis 1803 zählte. Ramerberg gehörte zum Rentamt München und dem Landgericht Wasserburg. Ramerberg wurde 1818 im Zuge der Verwaltungsreformen in Bayern eine selbstständige politische Gemeinde.
Mit der Eröffnung der Bahnstrecke Rosenheim–Mühldorf wurde Ramerberg am 1. Mai 1876 an das Eisenbahnnetz angeschlossen. Durch die Buslinie 9416 ist Ramerberg an den Regionalverkehr Oberbayern angeschlossen. Die Linie verbindet den Ort mit Rosenheim, Rott am Inn, Pfaffing, Edling und Wasserburg am Inn.

## Wappen
| Wappen Gde. Ramerberg | Blasonierung: „Durch eine eingeschweifte schwarze Spitze, darin ein goldener Kessel auf roten Flammen, gespalten; vorne in Silber drei durchgehende senkrechte blaue Rauten, hinten ein roter Steinbockrumpf.“ |
| Wappen Gde. Ramerberg | Wappenbegründung: Die Rauten symbolisieren die über 800 Jahre währende kirchliche Zugehörigkeit zum Kloster Attl. Aus dem Wappen der Familie Kern auf Zellerreith wurde der goldene Kessel über roten Flammen auf schwarzem Grund entnommen. Der rote Steinbockrumpf in Silber deutet auf das Geschlecht der Katzbacher. |

## Baudenkmäler
- St. Leonhard (Ramerberg)

## Ehrenbürger
- Rupert Schärfl (1920–2007), Bürgermeister der Gemeinde von 1946 bis 1996[5]
- Albert Math (1918–2007), von 1959 bis zu seinem Tod Pfarrer in Ramerberg